# Embriología Vegetal

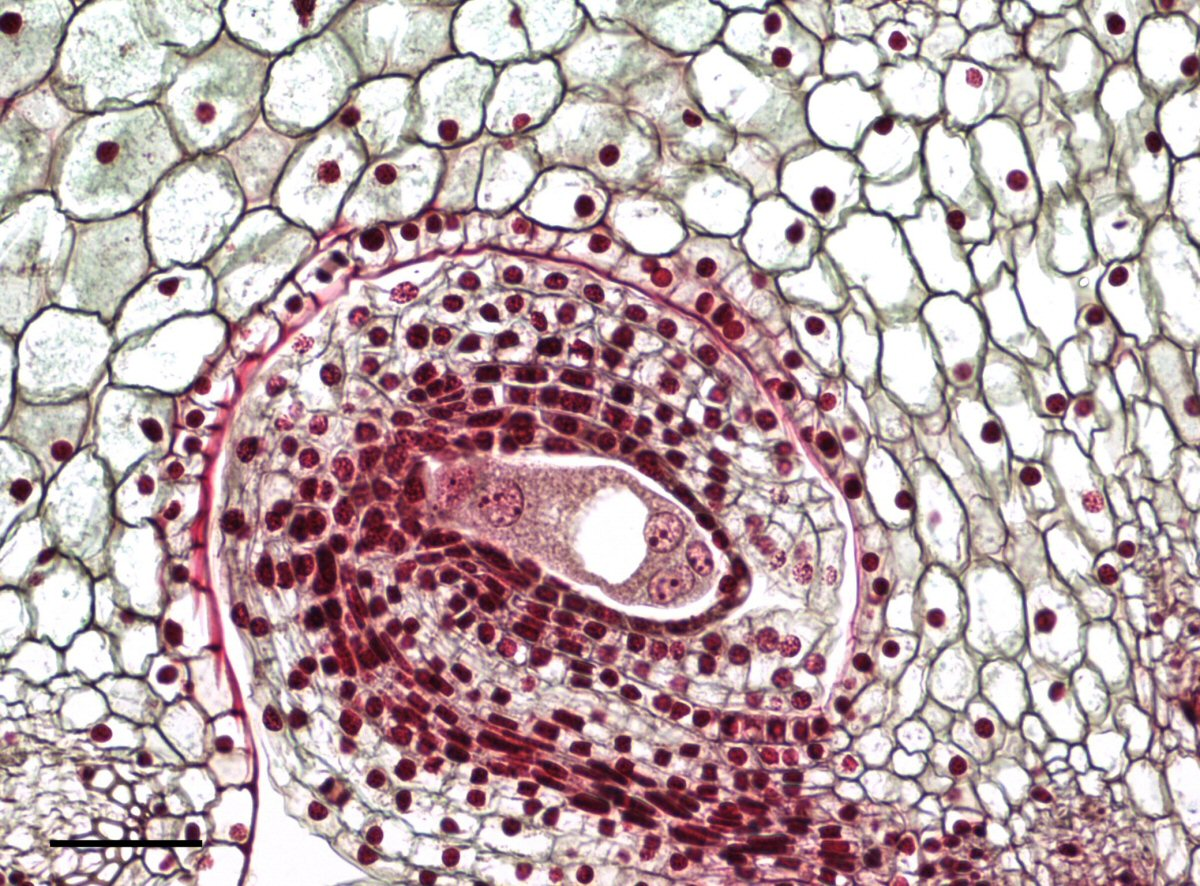
Embrión de esporófito de Lilium en estadio de 8 núcleos.

La embriología vegetal es el estudio  del desarrollo de los esporangios, gametofitos, y embriones en las plantas terrestres, las embriofitas. Entre las plantas con semilla, las espermatofitas, los estudios embriológicos abarcan el desarrollo de los microsporangios (dentro de las anteras en las angiospermas), de las microsporas, de los granos de polen, de los óvulos, la megasporas, los gametófitos femeninos, y las semillas. Porque la mayor parte de los datos embriológicos de plantas fueron adquiridos y utilizados en plantas angiospermas, los textos de embriología vegetal -p.ej. Simpson 2005- en general se especializan en la terminología relacionada con las angiospermas.
Como caracteres utilizados en estudios filogenéticos, los datos embriológicos de plantas son en general más útiles en categorías taxonómicas alrededor del rango de familia. Algunos de ellos pueden ser útiles en cualquiera de las demás categorías.
Como en los estudios anatómicos, el estudio de la embriología de las plantas puede involucrar las labores muy consumidoras de tiempo de embeber el órgano en un material, seccionarlo con micrótomo, teñirlo y montarlo en portaobjetos para observarlo al microscopio óptico. Muchas veces es crítico obtener un rango de estadios del desarrollo, y el desarrollo del gametófito femenino ocurre tan rápido que es difícil de establecer.